# Podișor, Teceu
Podișor (în ucraineană Подішор) este un sat în comuna Apșa de Jos din raionul Teceu, regiunea Transcarpatia, Ucraina. Este traversat de râul Bascău ce se varsă în Apșița, un afluent al Tisei. Are un relief muntos, de altitudine medie de 304 m. Populația satului depășește 1.450 de locuitori.
Localitatea are o comunitate importantă de români, care are și o școală de tip gimnazial cu predare în limba română. Prin Podișor trece șoseaua Apșa de Jos-Strâmtura.
Denumiri de relief local: Dealul Teteșului, Dealul Igovei, Muntile Cireș, Beșicura Mare, Beșicura Mică. Se învecinează cu alte localități populate compact de români – Apșa de Jos, Dobric, Teteș, Peștira, Strâmtura. Primării comune cu Apșa de Jos și, partea de sus a localității, Strâmtura. Oficiu poștal cu nr.90572. La Podișor a copilărit Gheorghe Pelin, autorul cărții despre Podișor “O vacanță în munții Carpați”, editată la Chișinău (Editerra Prim SRL, 2007 ISBN 978-9975-9717-9-9), premiată în cadrul Salonului Internațional de Carte pentru Copii, ediția XII-2008, Chișinău, Republica Moldova.

## Demografie
Componența lingvistică a localității Podișor
     Română (97,29%)
     Ucraineană (1,69%)
     Alte limbi (0,59%)
Conform recensământului din 2001, majoritatea populației localității Podișor era vorbitoare de română (97,29%), existând în minoritate și vorbitori de ucraineană (1,69%).